# Donjon de Salives
Le donjon de Salives  est un donjon médiéval en ruines situé à Salives en Bourgogne-Franche-Comté.

## Localisation
Le donjon est bâti à flanc de coteau dans le village à cinquante mètres à l'ouest de l'église.

## Historique
Dès 768 un nommé Maurin fait don du village de Salives à l’abbaye de Flavigny. En 1256, Hugues IV l'échange à Guillaume de Mary contre Villeberny. En 1415, Jean IV cède Salives au sire de Châteauvillain mais s’en ressaisit dès 1420. 
Le château souffre ensuite des guerres de religion et en 1590, « deux rebelles qui commandoient au chasteau de Salive » sont pendus par Guy de Tavannes. En 1774 l'abbé Courtépée décrit "une grosse tour découverte, reste de l'ancien château de nos ducs, démolie en partie pendant la guerre civile, haute encore de 50 pieds"[réf. souhaitée].

## Architecture
Les restaurations de 1985 ont entraîné l'éboulement de la face nord et de l'angle nord-est du donjon. Il en reste une impressionnante tour de 16,80 mètres de haut bâtie à flanc de coteau à proximité l'église. Les murs, épais de trois mètres à la base, sont percés au sud d'une porte donnant sur le village. Son intérieur conserve les traces d'un étage de soubassement, un rez-de-chaussée et de trois étages dont le dernier présente encore une porte, une fenêtre romane et des latrines dans l'épaisseur de la muraille[réf. souhaitée]. 
Les ruines de l'ancien donjon sont inscrites aux monuments historiques par arrêté du 9 juin 1932.